# Gheorghe Ștefan

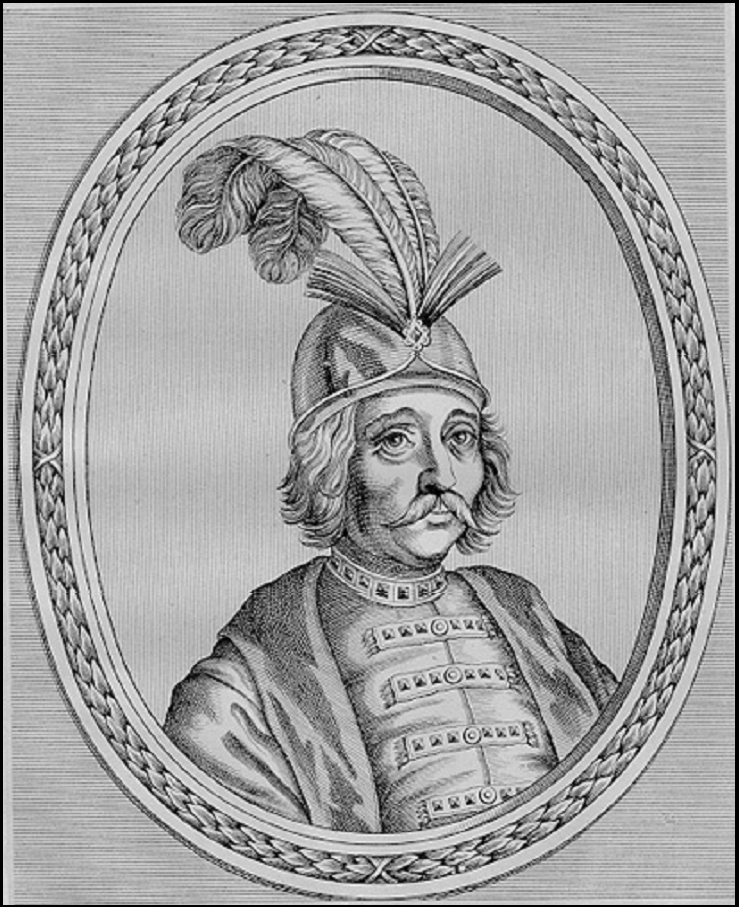
Gheorghe Ștefan

Gheorghe Ștefan (zelden genoemd als Burduja; † 1668 in Szczecin) was woiwode van Moldavië tussen 13 april en 8 mei 1653, en opnieuw vanaf 16 juli 1653 tot 13 maart 1658. Hij was zoon van een Bojaar, Dumitrașcu Ceaur. Gheorghe Ștefan was kanselier (logofăt) tijdens de tijd dat Vasile Lupu over Moldavië regeerde.